# Lü Xiuzhi
Lü Xiuzhi (née le 26 octobre 1993 dans l'Anhui) est une athlète chinoise, spécialiste de la marche, vice-championne du monde en 2015 à Pékin et double médaillée de bronze olympique en 2012 et 2016, à chaque fois sur 20 km.  

## Carrière
Lü Xiuzhi participe aux Jeux olympiques de 2012 à Londres où elle se place initialement 6e en 1 h 27 min 10 s, avant de récupérer la médaille de bronze à la suite des disqualifications pour dopage des Russes Elena Lashamanova, Olga Kaniskina et Anisya Kirdyapkina.
En 2014, elle remporte le titre aux Jeux asiatiques organisés à Incheon, puis l'année suivante, elle gagne la médaille d'argent sur 20 km aux Mondiaux de Pékin, juste derrière sa compatriote Liu Hong, les deux athlètes étant classées dans la même seconde (1 h 27 min 45 s). En 2016, elle remporte le titre mondial par équipes lors des Championnats du monde par équipes de marche à Rome, puis décroche la médaille de bronze pour sa seconde participation aux Jeux Olympiques à Rio de Janeiro, derrière la Mexicaine Maria Guadalupe Gonzalez et Liu Hong. 
Le 13 août 2017 aux championnats du monde de Londres, la Chinoise est à la lutte pour la médaille d'or avec sa compatriote Yang Jiayu lorsqu'elle reçoit à une cinquantaine de mètres de l'arrivée un troisième carton rouge synonyme de disqualification, ce qui la prive d'un second podium mondial consécutif. 

## Palmarès
| Date | Compétition                     | Lieu                        | Résultat | Épreuve      | Marque          |
| ---- | ------------------------------- | --------------------------- | -------- | ------------ | --------------- |
| 2012 | Coupe du monde                  | Saransk                     | 4e       | 20 km marche | 1 h 29 min 55 s |
| 2012 | Jeux olympiques                 | Londres                     | 3e       | 20 km marche | 1 h 27 min 10 s |
| 2012 | Challenge mondial de marche     | Challenge mondial de marche | 3e       | 20 km marche | 30 pts          |
| 2014 | Coupe du monde                  | Taicang                     | 6e       | 20 km marche | 1 h 27 min 15 s |
| 2015 | Championnats du monde           | Pékin                       | 2e       | 20 km marche | 1 h 27 min 45 s |
| 2016 | Championnats du monde de marche | Rome                        | 1er      | Par équipes  | 10 pts          |
| 2016 | Jeux olympiques                 | Rio de Janeiro              | 3e       | 20 km marche | 1 h 28 min 42 s |
| 2017 | Championnats du monde           | Londres                     | DQ       | 20 km marche | -               |

## Records
| Épreuve      | Performance     | Lieu  | Date         |
| ------------ | --------------- | ----- | ------------ |
| 20 km marche | 1 h 25 min 12 s | Pékin | 20 mars 2015 |